# Баракоа
Барако̀а (на испански: Baracoa) е град и община в Куба. Основана през 1511 г. от Диего Веласкес, тя е най-старото испанско селище в Куба. Населението на общината е 80 371 жители (по приблизителна оценка от декември 2017 г.).
През ноември 1492 Христофор Колумб пристига на същото място, където е днес Баракоа. Той забива кръст, наречен Крус де ла Пара, в пясъка на бъдещото пристанище на Баракоа.
Баракоа се намира в област Гуантанамо, която е разположена в югоизточната част на страната.